# Temporada 1976-77 de los Philadelphia 76ers
La temporada 1976-77 fue la vigésimo octava de los Philadelphia 76ers en la NBA, y la decimocuarta en Filadelfia, Pensilvania, tras haber jugado hasta entonces en Syracuse bajo el nombre de Syracuse Nationals. La temporada regular acabó con 50 victorias y 32 derrotas, ocupando el primer puesto de la conferencia Este, clasificándose para los playoffs, en los que cayeron en las Finales ante Portland Trail Blazers.

## Elecciones en elDraft
| Ronda | Puesto | Jugador       | Posición | Nacionalidad   | Universidad    |
| ----- | ------ | ------------- | -------- | -------------- | -------------- |
| 1     | 12     | Terry Furlow  | Escolta  | Estados Unidos | Michigan State |
| 6     | 99     | Mike Dunleavy | Escolta  | Estados Unidos | South Carolina |
| 7     | 117    | Phil Walker   | Escolta  | Estados Unidos | Millersville   |

## Temporada regular
| División Central     | División Central | División Central | División Central | División Central | División Central | División Central | División Central | División Central |
| Equipo               | G                | P                | %                | PD               | Casa             | Fuera            | Div              |                  |
| -------------------- | ---------------- | ---------------- | ---------------- | ---------------- | ---------------- | ---------------- | ---------------- | ---------------- |
| y-Philadelphia 76ers | 50               | 32               | .610             | –                | 32–9             | 18–23            | 11–5             |                  |
| x-Boston Celtics     | 44               | 38               | .537             | 6                | 28–13            | 16–25            | 9–7              |                  |
| New York Knicks      | 40               | 42               | .488             | 10               | 26–15            | 14–27            | 8–8              |                  |
| Buffalo Braves       | 30               | 52               | .366             | 20               | 23–18            | 7–34             | 6–10             |                  |
| New York Nets        | 22               | 60               | .268             | 28               | 10–31            | 12–29            | 6–10             |                  |

## Playoffs

### Semifinales de Conferencia
Philadelphia 76ers vs. Boston Celtics 
| Fecha       | Partido                                    | Ciudad     |
| ----------- | ------------------------------------------ | ---------- |
| 17 de abril | Philadelphia 76ers 111, Boston Celtics 113 | Filadelfia |
| 20 de abril | Philadelphia 76ers 113, Boston Celtics 101 | Filadelfia |
| 22 de abril | Boston Celtics 100, Philadelphia 76ers 109 | Boston     |
| 24 de abril | Boston Celtics 124, Philadelphia 76ers 119 | Boston     |
| 27 de abril | Philadelphia 76ers 110, Boston Celtics 91  | Filadelfia |
| 29 de abril | Boston Celtics 113, Philadelphia 76ers 108 | Boston     |
| 1 de mayo   | Philadelphia 76ers 83, Boston Celtics 77   | Filadelfia |
|             | Philadelphia 76ers gana las series 4-3     |            |

### Finales de Conferencia
Philadelphia 76ers vs. Houston Rockets 
| Fecha      | Partido                                     | Ciudad     |
| ---------- | ------------------------------------------- | ---------- |
| 5 de mayo  | Philadelphia 76ers 128, Houston Rockets 117 | Filadelfia |
| 8 de mayo  | Philadelphia 76ers 106, Houston Rockets 97  | Filadelfia |
| 11 de mayo | Houston Rockets 118, Philadelphia 76ers 94  | Houston    |
| 13 de mayo | Houston Rockets 95, Philadelphia 76ers 107  | Houston    |
| 15 de mayo | Philadelphia 76ers 115, Houston Rockets 118 | Filadelfia |
| 17 de mayo | Houston Rockets 109, Philadelphia 76ers 112 | Houston    |
|            | Philadelphia 76ers gana las series 4-2      |            |

### Finales de la NBA
Philadelphia 76ers vs. Portland Trail Blazers
| Fecha      | Partido                                            | Ciudad     |
| ---------- | -------------------------------------------------- | ---------- |
| 22 de mayo | Philadelphia 76ers 107, Portland Trail Blazers 101 | Filadelfia |
| 26 de mayo | Philadelphia 76ers 107, Portland Trail Blazers 89  | Filadelfia |
| 29 de mayo | Portland Trail Blazers 129, Philadelphia 76ers 107 | Portland   |
| 31 de mayo | Portland Trail Blazers 130, Philadelphia 76ers 98  | Portland   |
| 3 de junio | Philadelphia 76ers 104, Portland Trail Blazers 110 | Filadelfia |
| 5 de junio | Portland Trail Blazers 109, Philadelphia 76ers 107 | Portland   |
|            | Portland gana las finales 4-2                      |            |

## Estadísticas
| Rk | Jugador          | Edad | P  | PT | MP   | TC  | TCI  | %TC  | TL  | TLI | %TL  | RO  | RD  | RT   | AS  | RB  | TAP | BP | FP  | PTS  |
| -- | ---------------- | ---- | -- | -- | ---- | --- | ---- | ---- | --- | --- | ---- | --- | --- | ---- | --- | --- | --- | -- | --- | ---- |
| 1  | Julius Erving    | 26   | 82 | 77 | 35.9 | 8.4 | 16.7 | .499 | 4.9 | 6.3 | .777 | 2.3 | 6.1 | 8.5  | 3.7 | 1.9 | 1.4 |    | 3.1 | 21.6 |
| 2  | Doug Collins     | 25   | 58 | 47 | 35.1 | 7.3 | 14.2 | .518 | 3.6 | 4.3 | .840 | 1.1 | 2.3 | 3.4  | 4.7 | 1.2 | 0.3 |    | 3.0 | 18.3 |
| 3  | George McGinnis  | 26   | 79 | 78 | 35.1 | 8.3 | 18.2 | .458 | 4.7 | 6.9 | .681 | 4.1 | 7.4 | 11.5 | 3.8 | 2.1 | 0.5 |    | 3.8 | 21.4 |
| 4  | Henry Bibby      | 27   | 81 | 80 | 32.6 | 3.7 | 8.7  | .430 | 2.7 | 3.5 | .784 | 1.1 | 2.3 | 3.4  | 4.4 | 1.3 | 0.1 |    | 2.5 | 10.2 |
| 5  | World B. Free    | 23   | 78 | 37 | 28.9 | 6.0 | 13.1 | .457 | 4.3 | 5.9 | .720 | 1.2 | 1.8 | 3.0  | 3.4 | 1.0 | 0.3 |    | 2.7 | 16.3 |
| 6  | Steve Mix        | 29   | 75 | 9  | 26.1 | 3.8 | 7.3  | .523 | 2.9 | 3.5 | .817 | 1.7 | 3.3 | 5.0  | 2.0 | 1.2 | 0.3 |    | 2.2 | 10.5 |
| 7  | Caldwell Jones   | 26   | 82 | 57 | 24.7 | 2.6 | 5.2  | .507 | 0.8 | 1.4 | .552 | 2.3 | 5.8 | 8.1  | 1.1 | 0.5 | 2.4 |    | 3.7 | 6.0  |
| 8  | Fred Carter      | 31   | 14 |    | 16.9 | 3.1 | 7.2  | .426 | 0.7 | 1.4 | .526 | 0.7 | 1.0 | 1.7  | 1.5 | 0.8 | 0.1 |    | 2.1 | 6.9  |
| 9  | Harvey Catchings | 25   | 53 | 25 | 16.3 | 1.2 | 2.3  | .504 | 0.6 | 0.9 | .702 | 1.2 | 3.2 | 4.4  | 0.6 | 0.4 | 1.5 |    | 2.5 | 3.0  |
| 10 | Jim Barnett      | 32   | 16 |    | 14.4 | 1.8 | 4.0  | .438 | 0.6 | 1.1 | .556 | 0.4 | 0.4 | 0.9  | 1.4 | 0.3 | 0.0 |    | 1.8 | 4.1  |
| 11 | Darryl Dawkins   | 20   | 59 |    | 11.6 | 2.3 | 3.6  | .628 | 0.7 | 1.3 | .506 | 1.0 | 2.9 | 3.9  | 0.4 | 0.2 | 0.8 |    | 2.2 | 5.3  |
| 12 | Mike Dunleavy    | 22   | 32 |    | 11.2 | 1.9 | 4.5  | .414 | 1.1 | 1.4 | .756 | 0.3 | 0.8 | 1.1  | 1.8 | 0.4 | 0.1 |    | 2.0 | 4.8  |
| 13 | Joe Bryant       | 22   | 61 |    | 10.0 | 1.8 | 3.9  | .446 | 0.9 | 1.1 | .757 | 0.7 | 1.2 | 1.9  | 0.8 | 0.6 | 0.2 |    | 1.4 | 4.4  |
| 14 | Terry Furlow     | 22   | 32 |    | 5.4  | 1.1 | 3.1  | .340 | 0.5 | 0.6 | .889 | 0.6 | 0.7 | 1.2  | 0.6 | 0.2 | 0.1 |    | 0.3 | 2.6  |

## Galardones y récords
| Jugador         | Galardón                                                              |
| Julius Erving   | 2.º Mejor quinteto de la NBA MVP del All-Star Game de la NBA All-Star |
| George McGinnis | 2.º Mejor quinteto de la NBA All-Star                                 |
| Doug Collins    | All-Star                                                              |